# Монгольский государственный университет образования
Монгольский государственный университет образования (монг. Монгол Улсын Боловсролын Их Сургууль) — высшее учебное заведения Монголии.

## История университета
Данное учебное заведение было основано в 1951 году под названием Педагогический институт Монголии. Первоначально было открыто только 4 факультета. В 2004 году Педагогический институт был переименован и теперь носит название «Монгольский университет образования». Занимается подготовкой учителей средних школ.
Число студентов — 6900. Число магистров 1500.

## Известные выпускники и преподаватели
- Довдойн Баяр
- Зундуин Хангал
- Шевелёва Евгения Ильинична